# Husein Bašić
Husein Bašić (1. února 1938 Brezojevica, okres Plav, Království Jugoslávie – 4. listopadu 2007 Podgorica, Černá Hora) byl černohorský spisovatel, pedagog, historik a sběratel lidové slovesnosti bosňáckého původu.

## Životopis
Gymnázium navštěvoval ve městech Ivangrad a Novi Pazar. Později absolvoval Filozofickou fakultu Univerzity v Bělehradě. Působil jako pedagog v gymnáziu a poté coby úředník v Ministerstvu školství, vědy a kultury Černé Hory.
Roku 2002 se stal předsedou Sdružení spisovatelů Černé Hory (Udruženje književnika Crne Gore), z něhož sám roku 1990 vystoupil kvůli odlišnému postoji k politice Slobodana Miloševiće. Byl řádným členem Dukljanské akademie věd a umění (Dukljanska akademija nauka i umjetnosti), tu netřeba plést s Černohorskou akademií věd a umění, z které po pěti letech působení roku 2004 demonstrativně vystoupil.
Od začátku 90. let se aktivně zasazoval o kulturní rozvoj a emancipaci Bosňáků v Sandžaku, resp. v jeho černohorské části. Roku 1993 spoluzaložil a stal se předsedou kulturního Sdružení Alamanach (Udruženja „Almanah”), které si kladlo za cíl uchovávat a studovat kulturně historické dědictvů sandžackých Bosňáků. Organizace začala vydávat stejnojmenné periodikum, v prvním roce jeho existence (1994) je Bašić vedl jako šéfredaktor. Od roku 1996 byl předsedou Kulturního spolku Bosňáků Sandžaku Preporod (Kulturno društvo Bošnjaka Sandžaka „Preporod”).

## Dílo
- Od sunca ogrlica (Pljevlja 1970), sbírka poezie
- Bestražje (Cetinje 1972), sbírka poezie
- Neviđena zemlja (Titograd 1973), krátká próza
- Prošle oči (Bijelo Polje 1974), sbírka poezie
- Utra (Beograd 1979), sbírka poezie
- Tuđe gnijezdo (Sarajevo–Titograd 1980, Nikšić 1990, Sarajevo 1991 součást edice Muslimanska književnost XX vijeka, Podgorica 2000), román
- Jato u nevidjelu (Cetinje–Beograd 1980), sbírka poezie
- Trpija (Titograd 1984), sbírka povídek a novel
- Vjetar s Prokletija (Sarajevo 1985), krátká próza
- Krivice I–II (Banjaluka–Sarajevo–Mostar–Tuzla 1986), román
- Uzma (Titograd 1986), sbírka poezie
- Breme (Beograd 1986), sbírka poezie
- Istorija bolesti i smrt duše (Cetinje–Novi Pazar 1992), krátké prózy
- Kolovrat (Novi Pazar 1993), román
- Kad su gorjele božje kuće (Podgorica 1994), sbírka poezie
- Crnoturci (Novi Pazar 1996, Podgorica 2012, Cetinje–Podgorica 2017), román
- Čuma (Podgorica 1996), sbírka poezie
- Trag po tragu (Cetinje 1997), krátká próza
- Pusta vrata ( Krivice III) (Podgorica 1998), román
- Bijeli Azijati (Podgorica 2000), román
- Kosti i vrane (Podgorica 2000), román
- Kapija bez ključa (Podgorica 2000), román
- Pusto tursko (Podgorica 2000), román
- Kad su gorjele božije kuće [2. rozš. vydání] (Podgorica 2002), sbírka poezie
- Nebeski sužanj (Podgorica 2015), krátká próza

### antologie
- Usmena lirika Bošnjaka iz Crne Gore i Srbije (Ústní lyrická poezie Bosňáků z Černé Hory a Srbska, 1. sv., ed. Husein Bašić, Podgorica 2002), antologie
- Usmena epika Bošnjaka iz Crne Gore i Srbije (Ústní epická poezie Bosňáků z Černé Hory a Srbska, 2. sv., ed. Husein Bašić, Podgorica 2002), antologie
- Usmena proza Bošnjaka iz Crne Gore i Srbije (Ústní próza Bosňáků z Černé Hory a Srbska, 3. sv., ed. Husein Bašić, Podgorica 2002), antologie
- O usmenoj književnosti Bošnjaka iz Crne Gore i Srbije (O ústní slovesnosti Bosňáků z Černé Hory a Srbska, ed. Husein Bašić, Podgorica 2002), chrestomatie